# Moacir Azevedo
Moacir Gomes de Azevedo, ou apenas Moacir Azevedo, (Cambuci, 2 de dezembro de 1899 – Niterói, 13 de maio de 1983) foi um militar, engenheiro civil e político brasileiro, outrora deputado federal pelo Rio de Janeiro.

## Dados biográficos
Filho de Francisco Gomes de Azevedo e Francisca da Cruz Azevedo. Advogado formado na Faculdade de Direito da Universidade Federal do Rio de Janeiro em 1933, fundou uma cooperativa de crédito em 1924, a Caixa Rural de Cambuci, dirigindo a mesma por dezoito anos. Exerceu a atividade advocatícia em Campos dos Goytacazes e um ano após a Revolução de 1930 foi nomeado prefeito de Cambuci permanecendo no cargo até 1936. Ainda em Campos dos Goytacazes, fundou e dirigiu, em 1943, a Companhia Industrial Humaitá. Filiado ao PSD, elegeu-se deputado estadual em 1947, foi secretário de Justiça e secretário de Segurança no governo Macedo Soares e foi reeleito deputado estadual em 1950.
Eleito presidente da Assembleia Legislativa do Estado do Rio de Janeiro em 1951, reelegeu-se deputado estadual em 1954 e no ano seguinte tornou-se procurador do Tribunal de Contas do Estado do Rio de Janeiro. Secretário de Agricultura no governo Miguel Couto Filho entre 1955 e 1957, deixou o cargo para retornar à presidência da Assembleia Legislativa do Estado do Rio de Janeiro e foi eleito deputado federal em 1958, deixando a política ao final do mandato.